# Santo Domingo (kommun i Mexiko, San Luis Potosí, lat 23,35, long -101,68)
Santo Domingo är en kommun i Mexiko.   Den ligger i delstaten San Luis Potosí, i den centrala delen av landet, 500 km nordväst om huvudstaden Mexico City.
Följande samhällen finns i Santo Domingo:
- Zaragoza
- San Antonio del Mezquite
- El Arenal
- Congregación de Santo Domingo
- San Antonio Banderillas